# Ine Marie Wilmann
Ine Marie Wilmann (18 de febrero de 1985) es una actriz noruega, reconocida por sus figurar en el cine, el teatro y la televisión de su país desde mediados de la década de 2000.

## Carrera
Nacida en 1985, Wilmann debutó como actriz realizando papeles secundarios en series de televisión y películas de su país a mediados de la década de 2000. A comienzos de los años 2010 representó una variedad de papeles en obras de teatro, e incluso encarnó a Ana Frank en una adaptación de El diario de Ana Frank en el teatro Den Nationale (2013).
En 2015 ganó el Premio Amanda como mejor actriz por su papel protagónico en el filme dramático De nærmeste. Su nombre volvió a figurar en dicho evento, con una nominación en 2019 en la misma categoría por su trabajo en la película Sonja. Tras interpretar uno de los personajes principales en la serie Furia, logró notoriedad internacional luego de protagonizar la película Trol, estrenada en diciembre de 2022 en la plataforma Netflix.

## Filmografía
- Kalde føtter (2006)
- Reprise (2006)
- Størst av alt (2007)
- Jeg reiser alene (2011)
- Flink pike (2014)
- Det tredje øyet (2014-2016)
- De nærmeste (2015)
- Erica (2016)
- Ingenting tar noensinne slutt (2016)
- ZombieLars (2017)
- Sonja (2018)
- Exit (2019-2021)
- Blodtur (2020)
- Dianas bryllup (2020)
- Furia (2021)
- Krigsseileren (2022)
- Trol (2022)